# 袁逢
袁逢（154年前—179年後），字周阳，东汉时期人物，汝南郡汝阳县（今河南商水）人，袁汤第三子。
袁逢年轻承传家学，通儒经，据说因为人诚实宽厚，被郡县荐举，初任地方官，於京兆尹任上處理益州刺史侯參的贓物。後官至太仆。汉桓帝死后，他支持窦武拥立汉灵帝即位。嗣父袁汤的爵位安国亭侯。光和元年（178年）十月，时任屯骑校尉的袁逢代来艳为司空。光和二年（179年）三月，因地震，袁逢卸任司空，太常张济继任。之后又任执金吾，死后谥号宣文。

## 家族
- 曾祖父：袁安，汉章帝、汉和帝时的司徒、司空
- 祖父：袁京，蜀郡太守
- 叔祖父：袁敞，袁京之弟，汉安帝时的司空
- 父亲：袁汤，汉桓帝时的司徒、司空、太尉
- 長兄：袁平，早卒
- 次兄：袁成，左中郎將，早卒
- 弟：袁隗，汉灵帝时的司徒、汉献帝时的太傅

子女
- 袁基，官至太僕，為董卓所殺
- 袁紹，出繼袁成[2]，官至大將軍
  - 袁谭
  - 袁熙
  - 袁尚
- 袁術，官至後將軍，東漢末一度稱帝，後敗死
  - 袁燿
- 女儿：袁氏，嫁蜀郡太守高躬，生高幹
- 女儿：袁氏，嫁太尉杨彪，生杨修